# کلید پایان

کلید پایان در زیر کلید خانه (این در حالیست که در صفحه کلیدهای فشرده و لپ تاپ ها بسته به مدل‌های مختلف ممکن است مکان قرارگیری این کلید متفاوت باشد.)

کلید پایان (به انگلیسی: End key) یکی از کلیدهای صفحه کلید برای انتقال یک محیط گرافیکی به پایان صفحه است. در اغلب موارد دارای عملکردی مخالف با کلید خانه می‌باشد.

## محیط غیرگرافیکی
در صورتی که در ویندوز یا توزیع های لینوکس، یک فیلد متنی قابل ویرایش دارای فوکس (آماده دریافت ورودی متنی و تایپ کردن) باشد فشردن این کلید باعث می‌شود مکان‌نما به پایان خط جاری منتقل شود در حالیکه استفاده از کلید خانه باعث انتقال مکان‌نما به ابتدای خط خواهد شد.

## محیط گرافیکی
در محیط‌های گرافیکی در صورتی که ارتفاع صفحه گسترده باشد در صورتی که صفحه دارای اسکرول باشد می توان با کلید پایان به انتهای صفحه رفت.